# Ergaula carunculigera
Ergaula carunculigera är en kackerlacksart som först beskrevs av Gerstaecker 1861.  Ergaula carunculigera ingår i släktet Ergaula och familjen Polyphagidae. Inga underarter finns listade i Catalogue of Life.